# بودیل راسموسن
بودیل راسموسن (انگلیسی: Bodil Rasmussen؛ زادهٔ ۱۲ دسامبر ۱۹۵۷) قایقران روئینگ اهل دانمارک است.